# Holzbienen

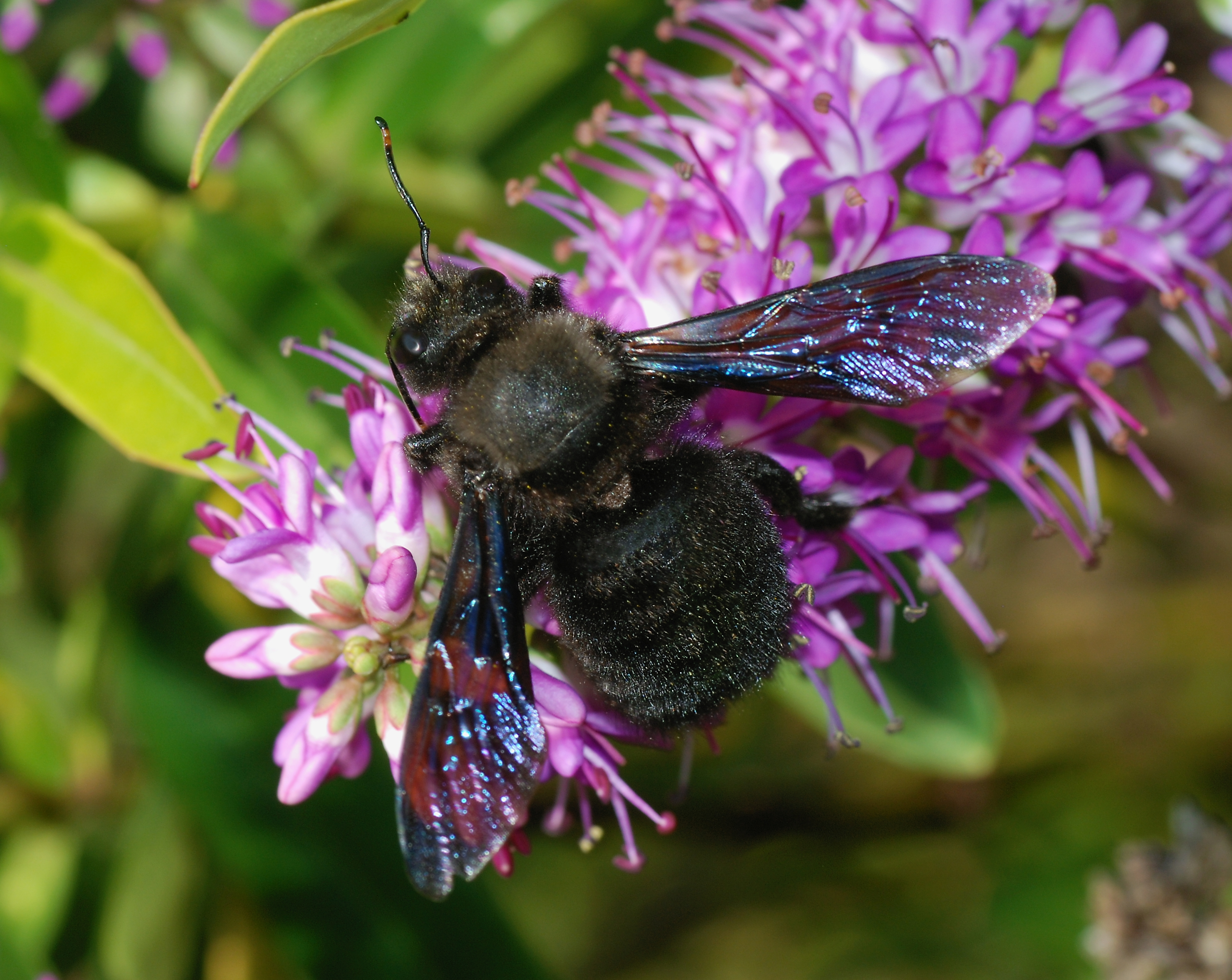
Große Holzbiene (Xylocopa violacea)

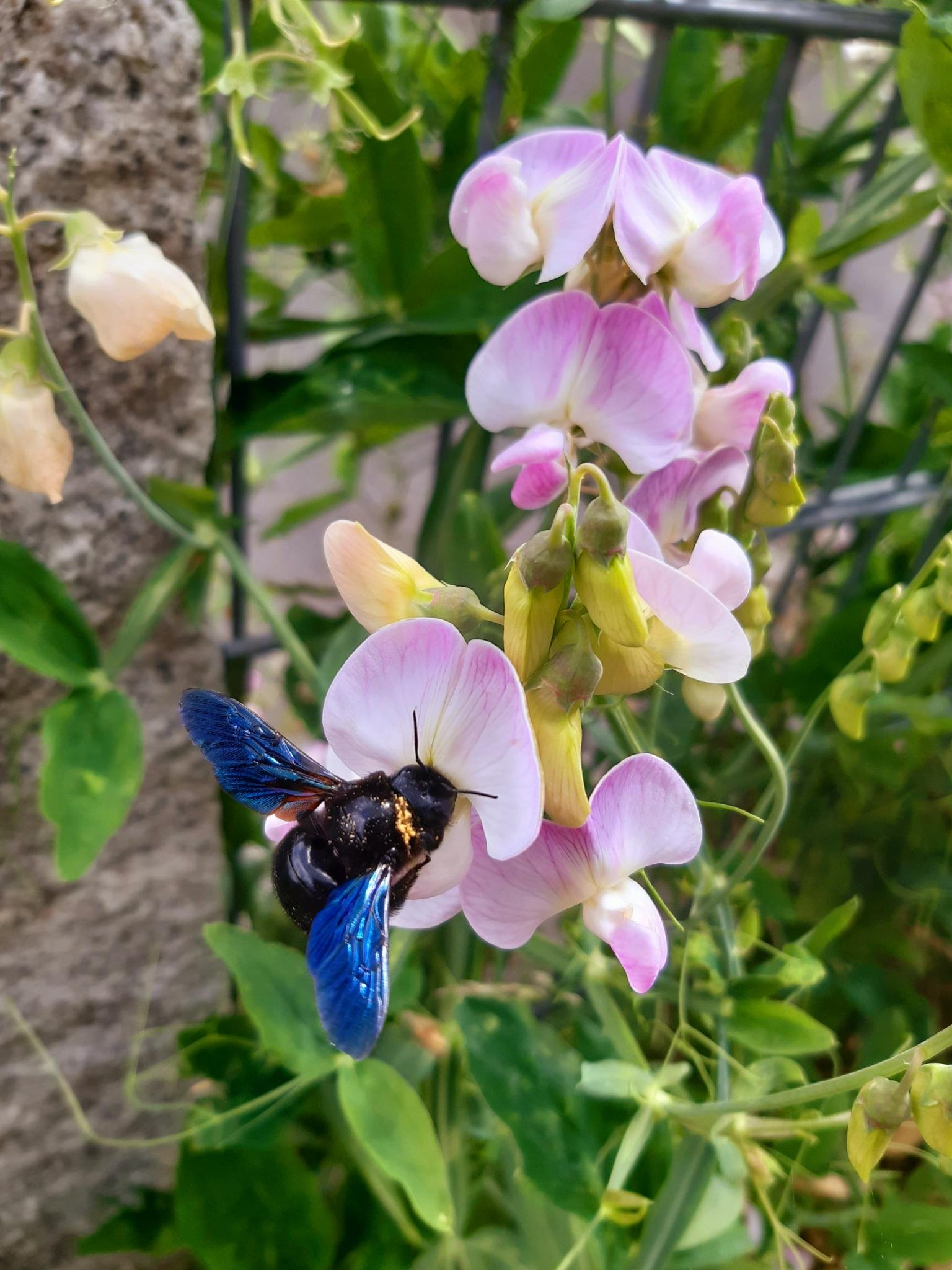
Wicken sind bei Holzbienen (hier Xylocopa iris) besonders beliebt.

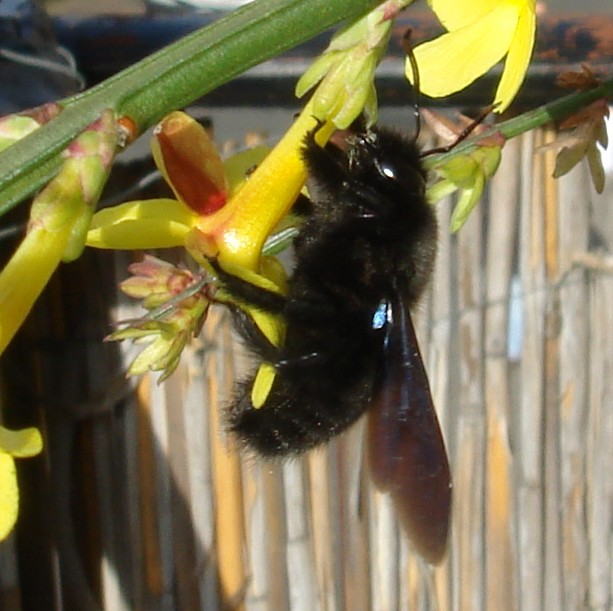
Holzbiene beim Nektarraub auf einem Winterjasmin

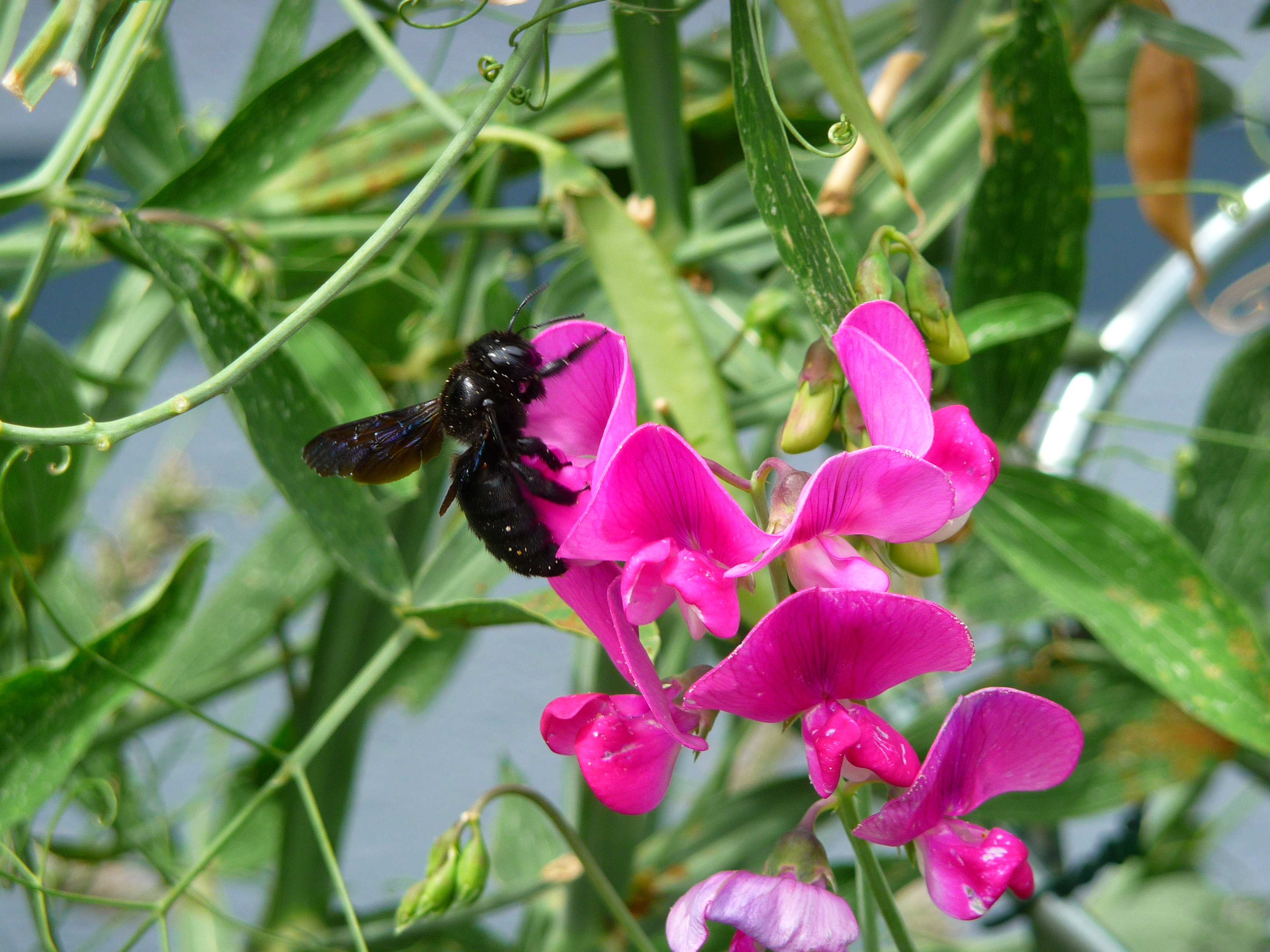
Holzbiene vor dem Start von einer Blüte der Breitblättrigen Platterbse

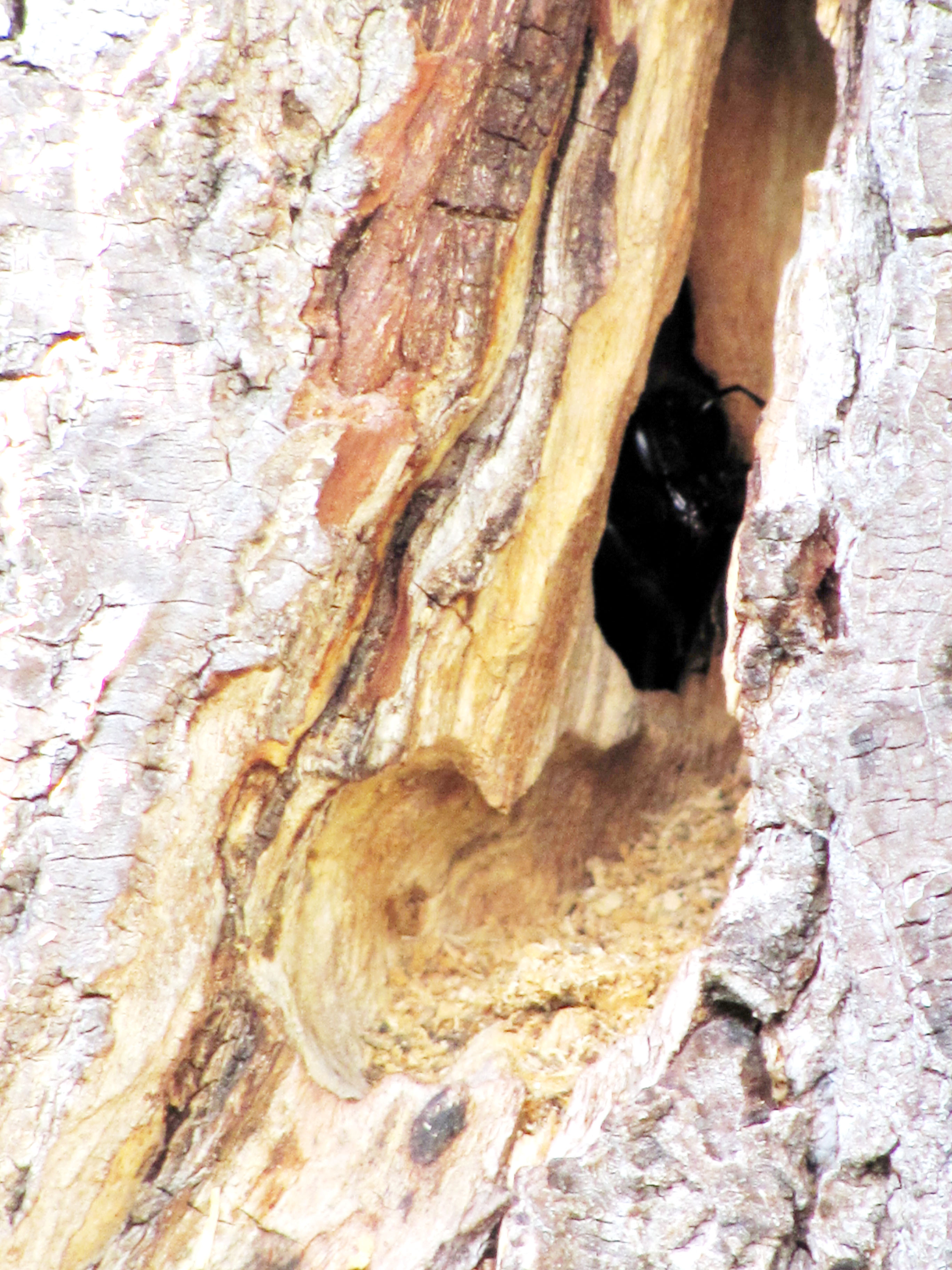
Holzbiene beim Nestbau in Trauerweiden-Totholz, Radebeul 2010

Die Holzbienen (Xylocopa; zusammengesetzt aus griech. ξύλον xylon ‚Holz‘ und κόπτειν koptein ‚schneiden‘, d. h. ‚die Holzschneidenden‘) sind eine Gattung aus der Familie der Echten Bienen (Apidae) innerhalb der Bienen. Von ihnen kommen acht Arten in Europa vor, in Mitteleuropa sind es drei. Ihren deutschen wie auch den wissenschaftlichen Gattungsnamen haben die Tiere, da die meisten Arten ihre Nistgänge in Holz anlegen. Sie können dadurch in verbautem Holz Schäden verursachen und werden deshalb insbesondere in den Vereinigten Staaten in aus Holz gebauten Häusern und Holzgegenständen bekämpft.

## Merkmale
Holzbienen erreichen eine Körperlänge von 14 bis 28 Millimetern. Sie sind anhand ihres hummelartigen Körpers und der meist schwarzen Behaarung sowie den schwärzlichen, violett irisierenden Flügeln gut von anderen Bienengattungen zu unterscheiden. In Mitteleuropa kann man die Gruppe lediglich mit den Weibchen von Megachile parietina verwechseln, die eine gewisse Ähnlichkeit aufweisen. Diese besitzen jedoch die für Megachile-Arten typische Bauchbürste.
In Mitteleuropa leben die drei Arten Große Holzbiene (Xylocopa violacea), die tatsächlich noch größere Xylocopa valga (auch Östliche Holzbiene) und Xylocopa iris (auch Kleine Holzbiene). Die letztere unterscheidet sich vor allem durch die viel geringere Größe deutlich von den beiden anderen Arten, diese jedoch sind anhand äußerer Merkmale nur schwer voneinander zu unterscheiden.
Einige Arten besitzen eine Brustdrüse, die am Rücken hinten am Thorax sitzt und vermutlich mit der Fortpflanzung in Zusammenhang steht.

## Vorkommen
Diese wärmeliebenden Bienen haben ihre Hauptverbreitung in den Tropen und Subtropen und sind, außer im hohen Norden, weltweit in sehr zahlreichen und unterschiedlich gefärbten Arten verbreitet. In Mitteleuropa fliegen sie in einer Generation in den Monaten April bis August.

## Lebensweise
Beim Blütenbesuch betätigen sich Holzbienen in vielen Fällen als „Nektarräuber“. Sie können mit ihren Mandibeln und ihrem kräftig gebauten Saugrüssel Blütenröhren durchstoßen, um auf dem kürzesten Wege den Nektar zu saugen. An großen Schmetterlingsblüten wie denen von Glyzinen und Platterbsen benutzen sie jedoch den normalen Zugang über Schiffchen und Griffel hinweg von vorne und wirken so als Bestäuber. Sie sammeln auch Pollen, den sie aber nicht nur mit den Haarbürsten auf den Schienen und der Ferse der Hinterbeine, sondern großteils in ihrem Kropf transportieren. Mit einem Kamm an der Maxille können sie Pollen aus der Behaarung der Vorderbeine kämmen und verschlucken. Die in Mitteleuropa vorkommenden Arten sammeln Nektar von verschiedenen Pflanzen (Polylektie), bevorzugen jedoch Schmetterlingsblütler und Lippenblütler. Männchen wurden beim Übernachten in selbst gegrabenen Erdlöchern beobachtet.
Holzbienen bauen anders als die meisten anderen Bienen ihre Nestgänge selbst. Sie nagen diese mit ihren kräftigen Mandibeln in Holz (meist durch Pilzbefall bereits mürbes Totholz) oder auch in markhaltige Stängel. In dünnen Ästen oder auch Pfählen wird in der Regel nur ein Gang genagt. In dickerem Holz werden parallele Gänge ausgehöhlt, die vom Hauptgang ausgehen. Die einzelnen Brutzellen liegen in einer Linie hintereinander, werden mit Zwischenwänden aus Holz- oder Markstückchen getrennt und mit einem wasserdichten Sekret überzogen. Eine Mischung aus Pollen, Kopfdrüsensekret und Nektar in Form eines Brotlaibes ist der Proviant für die Brut und liegt längs an der Zellenwand. Das Ei wird an der Längsseite des Proviants abgelegt, wobei sich das Weibchen bei der Eiablage zwischen den Proviant und die Zellenwand zwängt. Ist die Niststätte fertig, werden nur die Nistgänge verschlossen, nicht jedoch der Nesteingang. Ein Nest ist etwa fünf Zentimeter tief und knickt entlang der Holzfaserrichtung in einem rechten Winkel mit einer Länge von zehn bis fünfzehn Zentimeter ab. Wird ein Nest von mehreren Bienen benutzt, kann es bis zu drei Meter lang werden.
Bereits nach eineinhalb bis zwei Monaten findet eine Verpuppung ohne die Bildung eines Kokons statt. Die Imagines der nächsten Generation treten damit sehr rasch auf, dennoch fliegen die Tiere in den gemäßigten Breiten in nur einer Generation. Sie fliegen während des Großteils der warmen Jahreszeit und überwintern schließlich einzeln oder in kleinen Gruppen in Spalten, selbst gegrabenen Erdlöchern oder ihren Nestern. Die Paarung findet erst nach der Überwinterung im Frühjahr statt. Ungewöhnlich für Solitärbienen ist die lange Lebensdauer der Weibchen, die anschließend weit in den Sommer hinein ihre Nester anlegen und sogar noch so lange leben, dass sie die Imagines ihrer Brut erleben und mit ihnen gemeinsam im Nest leben. Dies ist ansonsten nur von Bienen der Gattungen Halictus, Lasioglossum und den nahe verwandten Keulhornbienen (Ceratina) bekannt. Bei manchen Arten sind soziale Verhaltensweisen beobachtet worden, bei den mitteleuropäischen Arten sind solche bislang nicht nachgewiesen.

## Arten
Es gibt folgende Arten:
- Xylocopa abbotti (Cockerell, 1909)
- Xylocopa abbreviata Hurd & Moure, 1963
- Xylocopa acutipennis Smith, 1854
- Xylocopa adumbrata Lieftinck, 1957
- Xylocopa adusta Pérez, 1901
- Xylocopa aeneipennis (DeGeer, 1773)
- Xylocopa aerata (Smith, 1851)
- Xylocopa aestuans (Linnaeus, 1758)
- Xylocopa aethiopica Pérez, 1901
- Xylocopa africana (Fabricius, 1781)
- Xylocopa albiceps Fabricius, 1804
- Xylocopa albifrons Lepeletier, 1841
- Xylocopa albinotum Matsumura, 1926
- Xylocopa alternata Pérez, 1901
- Xylocopa alticola (Cockerell, 1919)
- Xylocopa amamensis Sonan, 1934
- Xylocopa amauroptera Pérez, 1901
- Xylocopa amazonica Enderlein, 1913
- Xylocopa amedaei Lepeletier, 1841, Europa
- Xylocopa amethystina (Fabricius, 1793)
- Xylocopa andarabana Hedicke, 1938
- Xylocopa andica Enderlein, 1913
- Xylocopa angulosa Maa, 1954
- Xylocopa anthophoroides Smith, 1874
- Xylocopa apicalis Smith, 1854
- Xylocopa appendiculata Smith, 1852
- Xylocopa artifex Smith, 1874
- Xylocopa aruana Ritsema, 1876
- Xylocopa assimilis Ritsema, 1880
- Xylocopa augusti Lepeletier, 1841
- Xylocopa auripennis Lepeletier, 1841
- Xylocopa aurorea Friese, 1922
- Xylocopa aurulenta (Fabricius, 1804)
- Xylocopa bakeriana (Cockerell, 1914)
- Xylocopa balteata Maa, 1943
- Xylocopa bambusae Schrottky, 1902
- Xylocopa bangkaensis Friese, 1903
- Xylocopa barbatella Cockerell, 1931
- Xylocopa bariwal Maidl, 1912
- Xylocopa basalis Smith, 1854
- Xylocopa bentoni Cockerell, 1919
- Xylocopa bequaerti (Cockerell, 1930)
- Xylocopa bhowara Maa, 1938
- Xylocopa biangulata Vachal, 1899
- Xylocopa bicarinata Alfken, 1932
- Xylocopa bicristata Maa, 1954
- Xylocopa bilineata Friese, 1914
- Xylocopa bimaculata Friese, 1903
- Xylocopa binongkona van der Vecht, 1953
- Xylocopa bluethgeni Dusmet y Alonso, 1924
- Xylocopa bombiformis Smith, 1874
- Xylocopa bomboides Smith, 1879
- Xylocopa bombylans (Fabricius, 1775)
- Xylocopa boops Maidl, 1912
- Xylocopa bouyssoui Vachal, 1898
- Xylocopa brasilianorum (Linnaeus, 1767)
- Xylocopa braunsi Dusmet y Alonso, 1924
- Xylocopa bruesi Cockerell, 1914
- Xylocopa bryorum (Fabricius, 1775)
- Xylocopa buginesica Vecht, 1953
- Xylocopa buruana Lieftinck, 1956
- Xylocopa caerulea (Fabricius, 1804)
- Xylocopa caffra (Linnaeus, 1767)
- Xylocopa calcarata (LeVeque, 1928)
- Xylocopa calens Lepeletier, 1841
- Xylocopa californica Cresson, 1864
- Xylocopa caloptera Pérez, 1901
- Xylocopa canaria (Cockerell & LeVeque, 1925)
- Xylocopa cantabrita Lepeletier, 1841, Europa
- Xylocopa capensis Spinola, 1838
- Xylocopa capitata Smith, 1854
- Xylocopa carbonaria Smith, 1854
- Xylocopa caribea Lepeletier, 1841
- Xylocopa caspari van der Vecht, 1953
- Xylocopa caviventris Maidl, 1912
- Xylocopa cearensis Ducke, 1911
- Xylocopa ceballosi Dusmet y Alonso, 1924
- Xylocopa celebensis (Gribodo, 1894)
- Xylocopa chapini (LeVeque, 1928)
- Xylocopa chinensis Friese, 1911
- Xylocopa chiyakensis (Cockerell, 1908)
- Xylocopa chlorina (Cockerell, 1915)
- Xylocopa chrysopoda Schrottky, 1902
- Xylocopa chrysoptera Latreille, 1809
- Xylocopa ciliata Burmeister, 1876
- Xylocopa citrina Friese, 1909
- Xylocopa clarionensis Hurd, 1958
- Xylocopa claripennis Friese, 1922
- Xylocopa cloti Vachal, 1898
- Xylocopa cockerelli Maa, 1943
- Xylocopa codinai Dusmet y Alonso, 1924
- Xylocopa colona Lepeletier, 1841
- Xylocopa columbiensis Pérez, 1901
- Xylocopa combinata Ritsema, 1876
- Xylocopa combusta Smith, 1854
- Xylocopa concolorata Maa, 1938
- Xylocopa conradsiana Friese, 1911
- Xylocopa coracina van der Vecht, 1953
- Xylocopa cornigera Friese, 1909
- Xylocopa coronata Smith, 1861
- Xylocopa cribrata Pérez, 1901
- Xylocopa cubaecola Lucas, 1857
- Xylocopa cuernosensis (Cockerell, 1915)
- Xylocopa cyanea Smith, 1874
- Xylocopa cyanescens Brullé, 1832
- Xylocopa dalbertisi Lieftinck, 1957
- Xylocopa dapitanensis (Cockerell, 1915)
- Xylocopa darwini Cockerell, 1926
- Xylocopa dejeanii Lepeletier, 1841
- Xylocopa dibongoana Hedicke, 1923
- Xylocopa dimidiata Latreille, 1809
- Xylocopa disconota Friese, 1914
- Xylocopa distinguenda Pérez, 1901
- Xylocopa ditypa Vachal, 1898
- Xylocopa diversipes Smith, 1861
- Xylocopa dolosa Vachal, 1899
- Xylocopa dormeyeri (Enderlein, 1909)
- Xylocopa duala Strand, 1921
- Xylocopa electa Smith, 1874
- Xylocopa elegans Hurd & Moure, 1963
- Xylocopa erlangeri Enderlein, 1903
- Xylocopa erythrina Gribodo, 1894
- Xylocopa escalerai Dusmet y Alonso, 1924
- Xylocopa esica Cameron, 1902
- Xylocopa euchlora Pérez, 1901
- Xylocopa euxantha Cockerell, 1933
- Xylocopa eximia Pérez, 1901
- Xylocopa fabriciana Moure, 1960
- Xylocopa fallax Maidl, 1912
- Xylocopa fenestrata (Fabricius, 1798)
- Xylocopa fervens Lepeletier, 1841
- Xylocopa fimbriata Fabricius, 1804
- Xylocopa flavicollis (DeGeer, 1778)
- Xylocopa flavifrons Matsumura, 1912
- Xylocopa flavonigrescens Smith, 1854
- Xylocopa flavorufa (DeGeer, 1778)
- Xylocopa forbesii W. F. Kirby, 1883
- Xylocopa forsiusi Dusmet y Alonso, 1924
- Xylocopa fortissima Cockerell, 1930
- Xylocopa fransseni van der Vecht, 1953
- Xylocopa friesiana Maa, 1939
- Xylocopa frontalis (Olivier, 1789)
- Xylocopa fuliginata Pérez, 1901
- Xylocopa fulva Friese, 1922
- Xylocopa funesta Maidl, 1912
- Xylocopa fuscata Smith, 1854
- Xylocopa gabonica (Gribodo, 1894)
- Xylocopa ganglbaueri Maidl, 1912
- Xylocopa gaullei Vachal, 1898
- Xylocopa ghilianii Gribodo, 1891
- Xylocopa gracilis Dusmet y Alonso, 1923, Europa
- Xylocopa graueri Maidl, 1912
- Xylocopa gressitti Lieftinck, 1957
- Xylocopa gribodoi Magretti, 1892
- Xylocopa grisescens Lepeletier, 1841
- Xylocopa grossa (Drury, 1770)
- Xylocopa grubaueri Friese, 1903
- Xylocopa gualanensis Cockerell, 1912
- Xylocopa guatemalensis Cockerell, 1912
- Xylocopa guigliae Lieftinck, 1957
- Xylocopa haefligeri Friese, 1909
- Xylocopa haematospila Moure, 1951
- Xylocopa hafizii Maa, 1938
- Xylocopa hellenica Spinola, 1843
- Xylocopa hirsutissima Maidl, 1912
- Xylocopa hottentotta Smith, 1854
- Xylocopa hyalinipennis Friese, 1922
- Xylocopa ignescens (LeVeque, 1928)
- Xylocopa imitator Smith, 1854
- Xylocopa incandescens (Cockerell, 1932)
- Xylocopa incerta Pérez, 1901
- Xylocopa incompleta Ritsema, 1880
- Xylocopa inconspicua Maa, 1937
- Xylocopa inconstans Smith, 1874
- Xylocopa inquirenda Vachal, 1899
- Xylocopa insola Vachal, 1910
- Xylocopa insularis Smith, 1857
- Xylocopa io Vachal, 1898
- Xylocopa iranica Maa, 1954
- Xylocopa iridipennis Lepeletier, 1841
- Xylocopa iris (Christ, 1791), Österreich, Schweiz, Deutschland
- Xylocopa isabelleae Hurd, 1959
- Xylocopa javana Friese, 1914
- Xylocopa kamerunensis Vachal, 1899
- Xylocopa karnyi Maidl, 1912
- Xylocopa kerri (Cockerell, 1929)
- Xylocopa kuehni Friese, 1903
- Xylocopa lachnea Moure, 1951
- Xylocopa lanata Smith, 1854
- Xylocopa langi (LeVeque, 1928)
- Xylocopa lateralis Say, 1837
- Xylocopa lateritia Smith, 1854
- Xylocopa laticeps
- Xylocopa latipes (Drury, 1773)
- Xylocopa lautipennis (Cockerell, 1933)
- Xylocopa lehmanni Friese, 1903
- Xylocopa lepeletieri Enderlein, 1903
- Xylocopa leucocephala Ritsema, 1876
- Xylocopa leucothoracoides Maidl, 1912
- Xylocopa levequeae Maa, 1943
- Xylocopa lieftincki Leys, 2000
- Xylocopa lombokensis Maidl, 1912
- Xylocopa longespinosa Enderlein, 1903
- Xylocopa longula Friese, 1922
- Xylocopa loripes Smith, 1874
- Xylocopa lucbanensis (Cockerell, 1927)
- Xylocopa lucida Smith, 1874
- Xylocopa lugubris Gerstäcker, 1857
- Xylocopa lundqvisti Lieftinck, 1957
- Xylocopa luteola Lepeletier, 1841
- Xylocopa macrops Lepeletier, 1841
- Xylocopa madida Friese, 1925
- Xylocopa madurensis Friese, 1913
- Xylocopa maesoi Dusmet y Alonso, 1924
- Xylocopa magnifica (Cockerell, 1929)
- Xylocopa maidli Maa, 1940
- Xylocopa maior Maidl, 1912
- Xylocopa marginella Lepeletier, 1841
- Xylocopa mastrucata Pérez, 1901
- Xylocopa mazarredoi Dusmet y Alonso, 1924
- Xylocopa mcgregori Cockerell, 1920
- Xylocopa mckeani (Cockerell, 1929)
- Xylocopa meadewaldoi Hurd, 1959
- Xylocopa mendozana Enderlein, 1913
- Xylocopa merceti Dusmet y Alonso, 1924
- Xylocopa metallica Smith, 1874
- Xylocopa mexicanorum Cockerell, 1912
- Xylocopa meyeri Dusmet y Alonso, 1924
- Xylocopa micans Lepeletier, 1841
- Xylocopa micheneri Hurd, 1978
- Xylocopa mimetica Cockerell, 1915
- Xylocopa minor Maidl, 1912
- Xylocopa mirabilis Hurd & Moure, 1963
- Xylocopa mixta Radoszkowski, 1881
- Xylocopa modesta Smith, 1854
- Xylocopa mohnikei Cockerell, 1907
- Xylocopa mongolicus (Wu, 1983)
- Xylocopa montana Enderlein, 1903
- Xylocopa mordax Smith, 1874
- Xylocopa morotaiana Lieftinck, 1956
- Xylocopa muscaria (Fabricius, 1775)
- Xylocopa myops Ritsema, 1876
- Xylocopa nasalis Westwood, 1842
- Xylocopa nasica Pérez, 1901
- Xylocopa nautlana Cockerell, 1904
- Xylocopa negligenda Maa, 1939
- Xylocopa nigrella Hurd, 1959
- Xylocopa nigrescens Friese, 1901
- Xylocopa nigricans Vachal, 1910
- Xylocopa nigricaula (LeVeque, 1928)
- Xylocopa nigripes Friese, 1915
- Xylocopa nigrita (Fabricius, 1775)
- Xylocopa nigrocaerulea Smith, 1874
- Xylocopa nigrocaudata Pérez, 1901
- Xylocopa nigrocincta Smith, 1854
- Xylocopa nigroclypeata Rayment, 1935
- Xylocopa nigroplagiata Ritsema, 1876
- Xylocopa nigrotarsata Maa, 1938
- Xylocopa nitidiventris Smith, 1878
- Xylocopa nix (Maa, 1954)
- Xylocopa nobilis Smith, 1859
- Xylocopa nogueirai Hurd & Moure, 1960
- Xylocopa nyassica Enderlein, 1903
- Xylocopa oblonga Smith, 1874
- Xylocopa obscurata Smith, 1854
- Xylocopa obscuritarsis Friese, 1922
- Xylocopa occipitalis Pérez, 1901
- Xylocopa ocellaris Pérez, 1901
- Xylocopa ocularis Pérez, 1901
- Xylocopa ogasawarensis Matsumura, 1932
- Xylocopa olivacea (Fabricius, 1778)
- Xylocopa olivieri Lepeletier, 1841, Europa
- Xylocopa ordinaria Smith, 1874
- Xylocopa ornata Smith, 1874
- Xylocopa orthogonaspis Moure, 2003
- Xylocopa orthosiphonis (Cockerell, 1908)
- Xylocopa pallidiscopa Hurd, 1961
- Xylocopa parviceps Morawitz, 1895
- Xylocopa parvula Rayment, 1935
- Xylocopa perforator Smith, 1861
- Xylocopa perkinsi Cameron, 1901
- Xylocopa perpunctata (LeVeque, 1928)
- Xylocopa peruana Pérez, 1901
- Xylocopa perversa Wiedemann, 1824
- Xylocopa pervirescens Cockerell, 1931
- Xylocopa phalothorax Lepeletier, 1841
- Xylocopa philippinensis Smith, 1854
- Xylocopa pilosa Friese, 1922
- Xylocopa plagioxantha Lieftinck, 1964
- Xylocopa praeusta Smith, 1854
- Xylocopa prashadi Maa, 1938
- Xylocopa preussi Enderlein, 1903
- Xylocopa provida Smith, 1863
- Xylocopa proximata Maa, 1938
- Xylocopa przewalskyi Morawitz, 1886
- Xylocopa pseudoleucothorax Maidl, 1912
- Xylocopa pseudoviolacea Popov, 1947
- Xylocopa pubescens Spinola, 1838
- Xylocopa pulchra Smith, 1874
- Xylocopa punctifrons Cockerell, 1917
- Xylocopa punctigena Maa, 1938
- Xylocopa punctilabris Morawitz, 1894
- Xylocopa pusulata Vachal, 1910
- Xylocopa ramakrishnai Maa, 1938
- Xylocopa rejecta Vachal, 1910
- Xylocopa remota Maa, 1938
- Xylocopa rogenhoferi Friese, 1900
- Xylocopa rotundiceps Smith, 1874
- Xylocopa rufa Friese, 1901
- Xylocopa ruficeps Friese, 1910
- Xylocopa ruficollis Hurd & Moure, 1963
- Xylocopa ruficornis Fabricius, 1804
- Xylocopa rufidorsum Enderlein, 1913
- Xylocopa rufipes Smith, 1852
- Xylocopa rufitarsis Lepeletier, 1841
- Xylocopa rutilans Lieftinck, 1957
- Xylocopa samarensis (Cockerell & LeVeque, 1925)
- Xylocopa sarawatica Engel, 2017[3]
- Xylocopa schoana Enderlein, 1903
- Xylocopa scioensis Gribodo, 1884
- Xylocopa senex Friese, 1909
- Xylocopa senior Vachal, 1899
- Xylocopa shelfordi Cameron, 1902
- Xylocopa sicheli Vachal, 1898
- Xylocopa signata Morawitz, 1875
- Xylocopa similis Smith, 1874
- Xylocopa simillima Smith, 1854
- Xylocopa sinensis (Wu, 1983)
- Xylocopa sinensis Smith, 1854
- Xylocopa smithii Ritsema, 1876
- Xylocopa sogdiana Popov & Ponomareva, 1961
- Xylocopa somalica Magretti, 1895
- Xylocopa sonorina Smith, 1874
- Xylocopa sphinx Vachal, 1899
- Xylocopa splendidula Lepeletier, 1841
- Xylocopa stadelmanni Vachal, 1899
- Xylocopa stanleyi (LeVeque, 1928)
- Xylocopa steindachneri Maidl, 1912
- Xylocopa strandi Dusmet y Alonso, 1924
- Xylocopa subcombusta (LeVeque, 1928)
- Xylocopa subcyanea Pérez, 1901
- Xylocopa subjuncta Vachal, 1898
- Xylocopa subvirescens Cresson, 1879
- Xylocopa subvolatilis (Cockerell, 1918)
- Xylocopa subzonata Moure, 1949
- Xylocopa sulcatipes Maa, 1970
- Xylocopa sulcifrons Pérez, 1901
- Xylocopa suspecta Moure & Camargo, 1988
- Xylocopa suspiciosa Vachal, 1899
- Xylocopa sycophanta Pérez, 1901
- Xylocopa tabaniformis Smith, 1854
- Xylocopa tacanensis Moure, 1949
- Xylocopa tambelanensis (Cockerell, 1926)
- Xylocopa tanganyikae Strand, 1911
- Xylocopa tayabanica Cockerell, 1930
- Xylocopa tegulata Friese, 1911
- Xylocopa tenkeana Cockerell, 1933
- Xylocopa tenuata Smith, 1874
- Xylocopa tenuiscapa Westwood, 1840
- Xylocopa teredo Guilding, 1825
- Xylocopa tesselata Maa, 1970
- Xylocopa thoracica Friese, 1903
- Xylocopa togoensis Enderlein, 1903
- Xylocopa torrida (Westwood, 1838)
- Xylocopa tranquebarica (Fabricius, 1804)
- Xylocopa tranquebarorum (Swederus, 1787)
- Xylocopa transitoria Pérez, 1901
- Xylocopa tricolor Ritsema, 1876
- Xylocopa trifasciata Gribodo, 1891
- Xylocopa trochanterica Vachal, 1910
- Xylocopa truxali Hurd & Moure, 1963
- Xylocopa tumida Friese, 1903
- Xylocopa tumorifera Lieftinck, 1957
- Xylocopa turanica Morawitz, 1875
- Xylocopa uclesiensis Pérez, 1901, Europa
- Xylocopa unicolor Smith, 1861
- Xylocopa ustulata Smith, 1854
- Xylocopa vachali Pérez, 1901
- Südliche Holzbiene (Xylocopa valga) Gerstäcker, 1872, Österreich, Schweiz, Deutschland, Frankreich[4]
- Xylocopa varentzowi Morawitz, 1895
- Xylocopa varians Smith, 1874
- Xylocopa varipes Smith, 1854
- Xylocopa varipuncta Patton, 1879
- Xylocopa velutina Lieftinck, 1957
- Xylocopa versicolor Alfken, 1930
- Xylocopa vestita Hurd & Moure, 1963
- Xylocopa villosa Friese, 1909
- Große Holzbiene oder Violettflügelige Holzbiene (Xylocopa violacea) (Linnaeus, 1758), Österreich, Schweiz, Deutschland
- Xylocopa virginica (Linnaeus, 1771)
- Xylocopa viridigastra Lepeletier, 1841
- Xylocopa viridis Smith, 1854
- Xylocopa vittata Enderlein, 1903
- Xylocopa vogtiana Enderlein, 1913
- Xylocopa volatilis Smith, 1861
- Xylocopa vulpina Alfken, 1930
- Xylocopa waterhousei Leys, 2000
- Xylocopa watmoughi Eardley, 1983
- Xylocopa wellmani Cockerell, 1906
- Xylocopa wilmattae Cockerell, 1912
- Xylocopa xanti Mocsáry, 1883
- Xylocopa yunnanensis Wu, 1982
- Xylocopa zonata Alfken, 1930